# Каштелир-Лабинци
Каштелир-Лабинци (итал. Castellier-Santa Domenica) је општина у Истарској жупанији, Хрватска. До територијалне реорганизације у Хрватској налазила се у саставу бивше велике општине Пореч. Седиште општине је насеље Каштелир.

## Становништво
На попису становништва 2011. године, општина Каштелир-Лабинци је имала 1.463 становника, од чега у седишту општине - насељу Каштелир 329.